# Baron Minhauzen (strip)
Baron Minhauzen je redovna epizoda strip serijala Marti Misterije premijerno objavljena u Srbiji u svesci #66. u izdanju Veselog četvrtka. Sveska je objavljena 23. marta 2023. Koštala je 490 din (4,1 €; 4,1 $). Imala je 162 strane.

## Originalna epizoda
Originalna epizoda pod nazivom Il barone di Munchausen objavljena je premijerno u #344. regularne edicije Marti Misterije koja je u Italiji u izdanju Bonelija izašla 9. aprila 2016. Epizodu je nacrtali Nando i Denizio Espozito, a scenario napisali Alfredo Kasteli i Enriko Loti. Naslovnu stranu nacrtao Đankarlo Alesandrini. Koštala je 6,3 €.

## Prethodna i naredna epizoda
Prethodna sveska Marti Misterije nosila je naziv Kecalkoatl (#65), a naredna Žuti Nil (#67).